# Windaroo
Windaroo är en del av en befolkad plats i Australien. Den ligger i regionen Logan och delstaten Queensland, omkring 34 kilometer sydost om delstatshuvudstaden Brisbane. Antalet invånare är 2 446.
Runt Windaroo är det ganska glesbefolkat, med 38 invånare per kvadratkilometer.. Närmaste större samhälle är Logan City, omkring 14 kilometer nordväst om Windaroo. 
Runt Windaroo är det i huvudsak tätbebyggt. Genomsnittlig årsnederbörd är 1 424 millimeter. Den regnigaste månaden är januari, med i genomsnitt 275 mm nederbörd, och den torraste är oktober, med 21 mm nederbörd.